# أناستازيا ويب
أناستازيا ماريا ويب (من مواليد 15 يونيو 1999) هي لاعبة جمباز فنية أمريكية تنافست مع فريق الجمباز النسائي أوكلاهوما سونرز. في عام 2021 ، أصبحت بطلة الرابطة الوطنية لرياضة الجامعات في جماز الشامل وتعادلت للحصول على ألقاب الأرض والقفز ، لتتماشى مع بطولة الفريق OU اعتبارًا من عام 2019.